# Hoher Ifen
Der Hohe Ifen (auch Hochifen) ist ein 2230 m ü. A. bzw. 2229 m ü. NHN hoher Berg in den Nordwestlichen Walsertaler Bergen (Allgäuer Alpen), westlich des Kleinwalsertals. Im Winter bildet er die Kulisse für ein kleines Skigebiet. Er liegt an der Grenze zwischen Deutschland und Österreich. Der Gipfel stellt den höchsten Punkt des leicht geneigten Ifenplateaus dar. Auf ihm treffen die Gemeindegrenzen von Egg, Mittelberg (beide Vorarlberg) und Oberstdorf (Allgäu/Schwaben/Bayern) zusammen.
Nordöstlich des Ifenplateaus befindet sich das Gottesackerplateau, eine unter Naturschutz stehende Karstlandschaft mit zahlreichen Höhlen und seltenen Gebirgspflanzen. Die bedeutendsten Höhlen sind das Hölloch im Mahdtal und die Schneckenlochhöhle bei Schönenbach. Am östlichen Abhang des Bergstocks wurde 1998 auf der Schneiderkürenalpe in etwa 1500 m Höhe vom Amateurarchäologen Detlef Willand eine steinzeitliche Wohnstätte entdeckt und mit fachlicher Begleitung durch die Universität Innsbruck freigelegt.

## Naturschutz
Auf der Südseite des Berges befindet sich ein Wildruhegebiet, dessen Errichtung von Bergsteigerverbänden wie dem IG Klettern Allgäu heftig kritisiert wurde, da es auch zuvor beliebte Sportklettergebiete umfasst. Trotz einer späteren Aufweichung des Kletterverbotes hält die Kritik an. Auch bei der Planung von Skitouren ist das Wildruhegebiet zu berücksichtigen.

## Wandern
Der Gipfel ist von zwei Seiten über Steige zu erreichen: von Osten über die Ifenhütte und von Westen über die Schwarzwasserhütte. Beide Routen können zu einer Rundtour kombiniert werden, die dann im Ganzen 17,3 km lang ist und 1103 Höhenmeter überwindet. Die kürzere östliche Route führt von der Auenhütte über die Ifenhütte in die Ifenmulde und von dort durch die Ifenmauer zum Grasplateau, welches beständig bis zum Gipfel ansteigt. Die längere westliche Route führt von der Auenhütte durch das Schwarzwassertal zur Schwarzwasserhütte und erreicht oben auf dem Grasplateau die Ostroute.
Vom Gipfel fällt das Plateau mehrere 100 m nach Nordwesten senkrecht ab. Nach Nordosten erstreckt sich die weitläufige Karstlandschaft des Gottesackers.
Die Westroute wird Eugen-Köhler-Weg genannt. Auf der Ostroute befindet sich an einem Fels im Geröllfeld unterhalb der Ifenmauer eine Gedenktafel für Eugen Köhler, der hier am 16. Juli 1967 auf einem Schneefeld abrutschte, an diesem Fels aufprallte und tödlich verunglückte. Der Stuttgarter Eugen Köhler hatte zuvor in seiner Funktion als 1. Vorsitzender des Schwäbischen Skiverbandes die Schwarzwasserhütte inspiziert und dann die Rundtour begangen.

## Skigebiet
Anfang der 1970er Jahre entstanden erste Skilifte am Ifen, aus denen die heutige Ifen-Bergbahn-Gesellschaft entstand. Sie war lange Zeit mehrheitlich im Besitz von Ruth Merckle, der Ehefrau des Pharmaunternehmers Adolf Merckle. Durch die Übernahme des 82-%-Anteils der Familie Merckle und des 18-%-Anteils der Familie des Kleinwalsertaler Tourismuspioniers Alfons Herz gehört die Ifen Bergbahn GmbH u. Co seit 1. Juli 2009 vollständig der Kleinwalsertaler Bergbahn (KBB), Riezlern, deren Hauptaktionäre das Allgäuer Überlandwerk und die Raiffeisen Holding Kleinwalsertal sind.

### Geschichte
Im Jahr 1961 wurde der Olympialift als Schlepplift/Hotellift errichtet. In den Jahren 1971/1972 wurde dieser die Doppelsesselbahn Ifenhütte zwischen Auenhütte und Ifenhütte ersetzt und durch den Schlepplift Ifen, der von der Ifenhütte im Bereich der heutigen Olympiabahn weiter bergaufwärts führte, ergänzt. Seit 1976 besteht der Tellerlift/Übungslift Gaisbühl, der eine Übungswiese zugänglich macht. Die kuppelbare Doppelsesselbahn Hahnenköpflebahn, deren Talstation sich nordöstlich der Ifenhütte befand, wurde im Jahr 1978 gebaut. Die beiden Doppelsesselbahnen wurden in den Jahren 1991/1992 modernisiert.

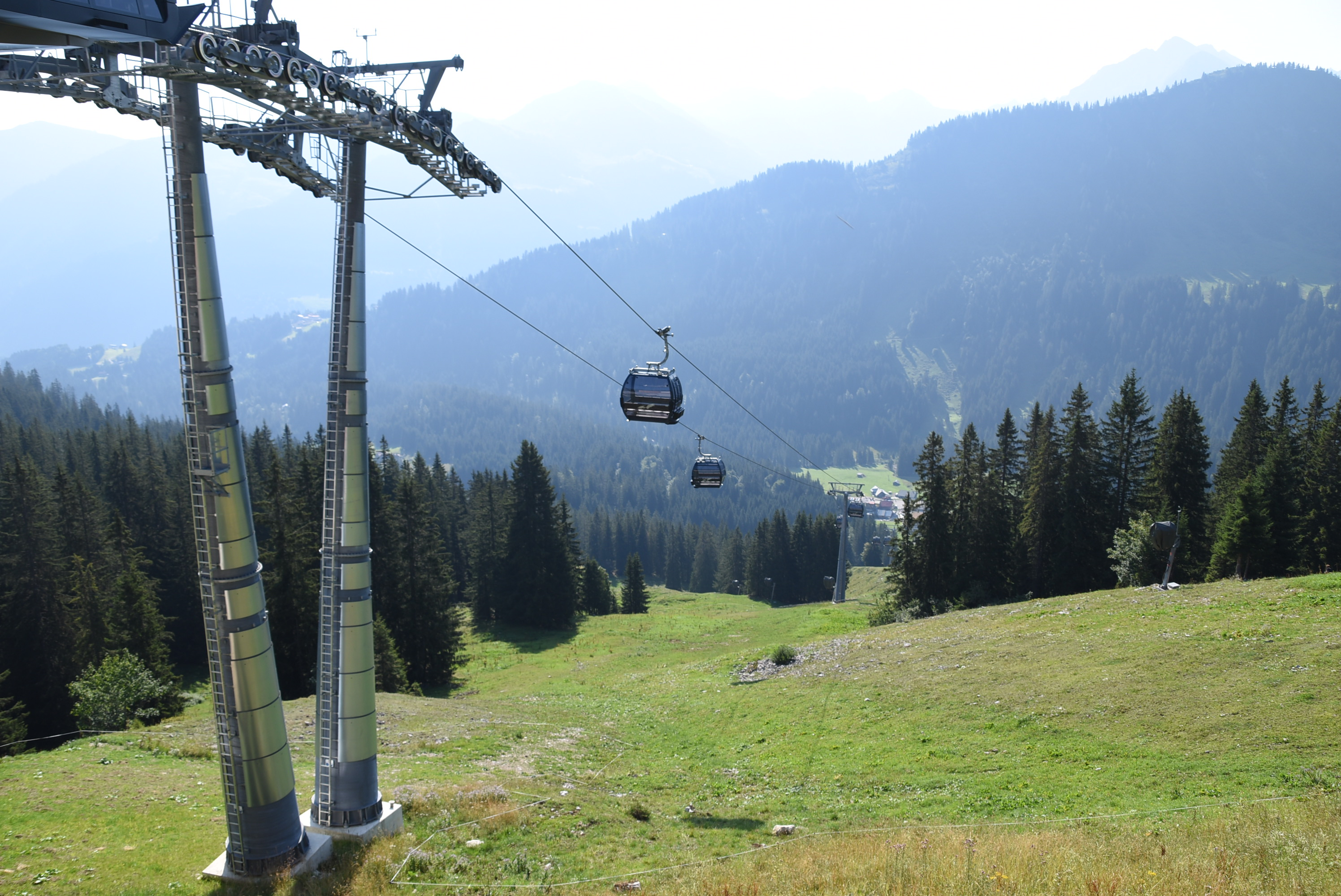
10er-Gondelbahn Ifen

Der Ifenlift musste im Jahr 2016 dem kuppelbaren 6er-Sessellift Olympiabahn weichen, die vom Tal bis zur Mitte des früheren Schleppliftes führt. In der Sommersaison 2017 wurden die beiden Sessellifte abgebaut, dadurch war keine Liftbeförderung von Personen zur Ifenhütte möglich. Zur Wintersaison 2017/2018 ersetzte die 10er-Gondelbahn Ifen (System D-Line von Doppelmayr) in zwei Sektionen die alte Ifenbahn und Hahnenköpflebahn. Die untere Sektion folgt exakt dem Verlauf der Sesselbahn Ifenhütte, die obere Sektion verbindet deren Bergstation direkt mit der früheren Bergstation der Hahnenköpflebahn.

### Pisten
Den Skifahrern stehen etwa 22 Pistenkilometer in allen Schwierigkeitsgraden zur Verfügung, wobei der Anteil schwarz markierter Pisten verglichen mit den Nachbarskigebieten hoch ist. Wegen der Länge und geringen Anzahl der Lifte sind auch die Abfahrten überdurchschnittlich lang.

### Zugang
Die Talstation der Ifenbahn stellt den Einstieg in das Skigebiet dar. Dieser ist über eine durch das Schwarzwassertal führende Straße von Hirschegg aus erreichbar. Auf dieser Straße verkehrt auch ein Linienbus; außerdem besteht eine Busverbindung zwischen der Talstation und der benachbarten Heuberg-Arena.

### Panoramabahn zum Walmendinger Horn
Eine Anfang der 2010er Jahre geplante Verbindungsbahn über das Schwarzwassertal zum Walmendinger Horn
wurde von verschiedenen Verbänden als umweltzerstörend und den Massentourismus fördernd scharf kritisiert.
Die Kleinwalsertaler Bergbahn AG hielt dagegen, dass diese Infrastrukturmaßnahme dazu beitragen würde, den touristischen Abwärtstrend der Region zu stoppen, da durch die neue Bahn ein zusammenhängendes Skigebiet geschaffen würde. Die Mehrheit der Mittelberger Gemeindevertreter sprach sich für den Bau der Bahn aus, für die auch rund 1600 Unterschriften gesammelt und dem Bürgermeister übergeben wurden. Da auch die Gegner des Projekts mehr als 1200 Unterstützungsunterschriften sammeln konnten, kam es am 21. Oktober 2012 schließlich zu einer Volksabstimmung. Bei einer Wahlbeteiligung von 74,4 % sprachen sich dabei 55 % der Stimmberechtigten gegen den Bau der geplanten Panoramabahn aus und verhinderten damit eine Umsetzung der Pläne.

## Bilder

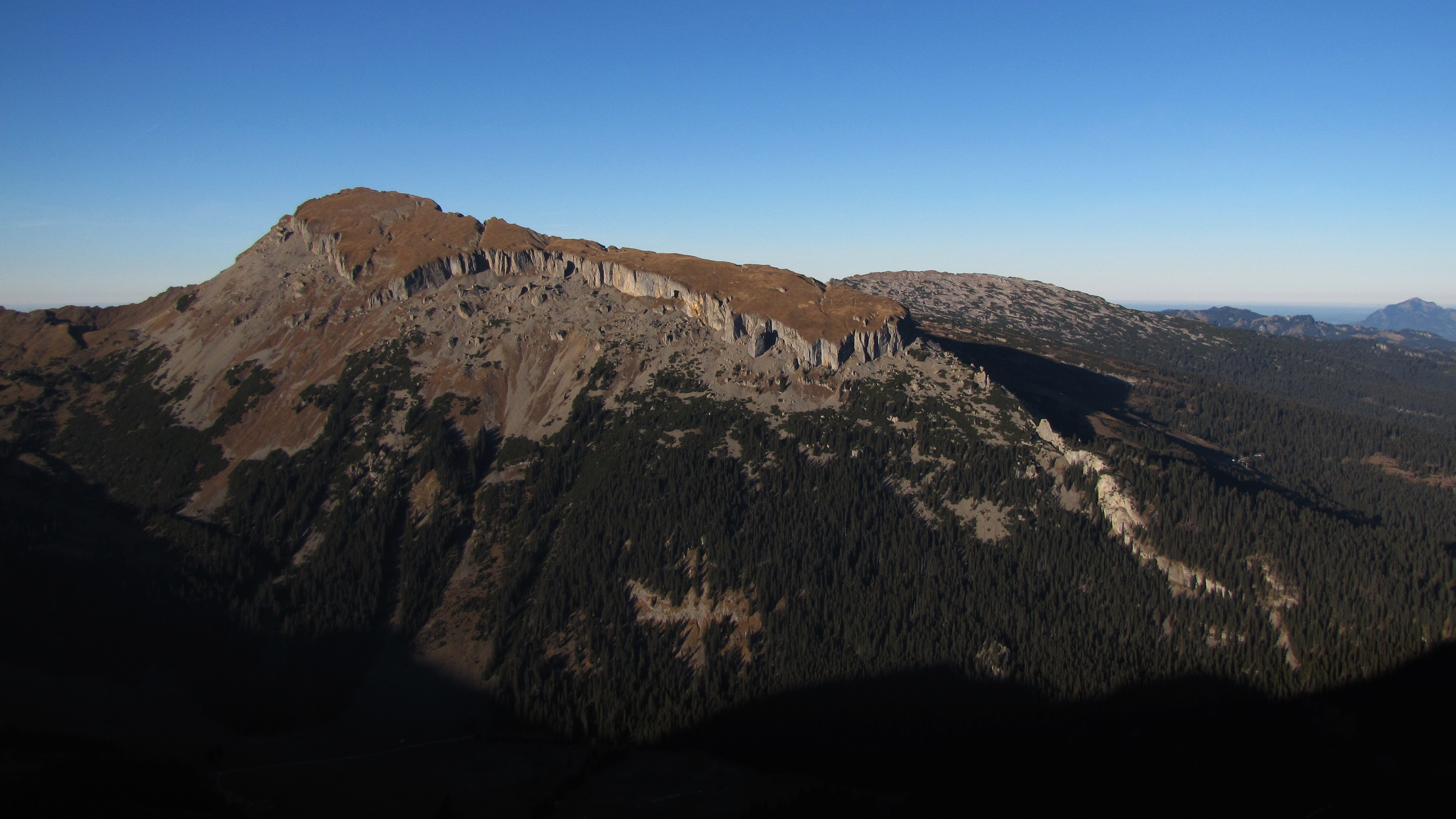
Südostansicht vom Lüchlekopf
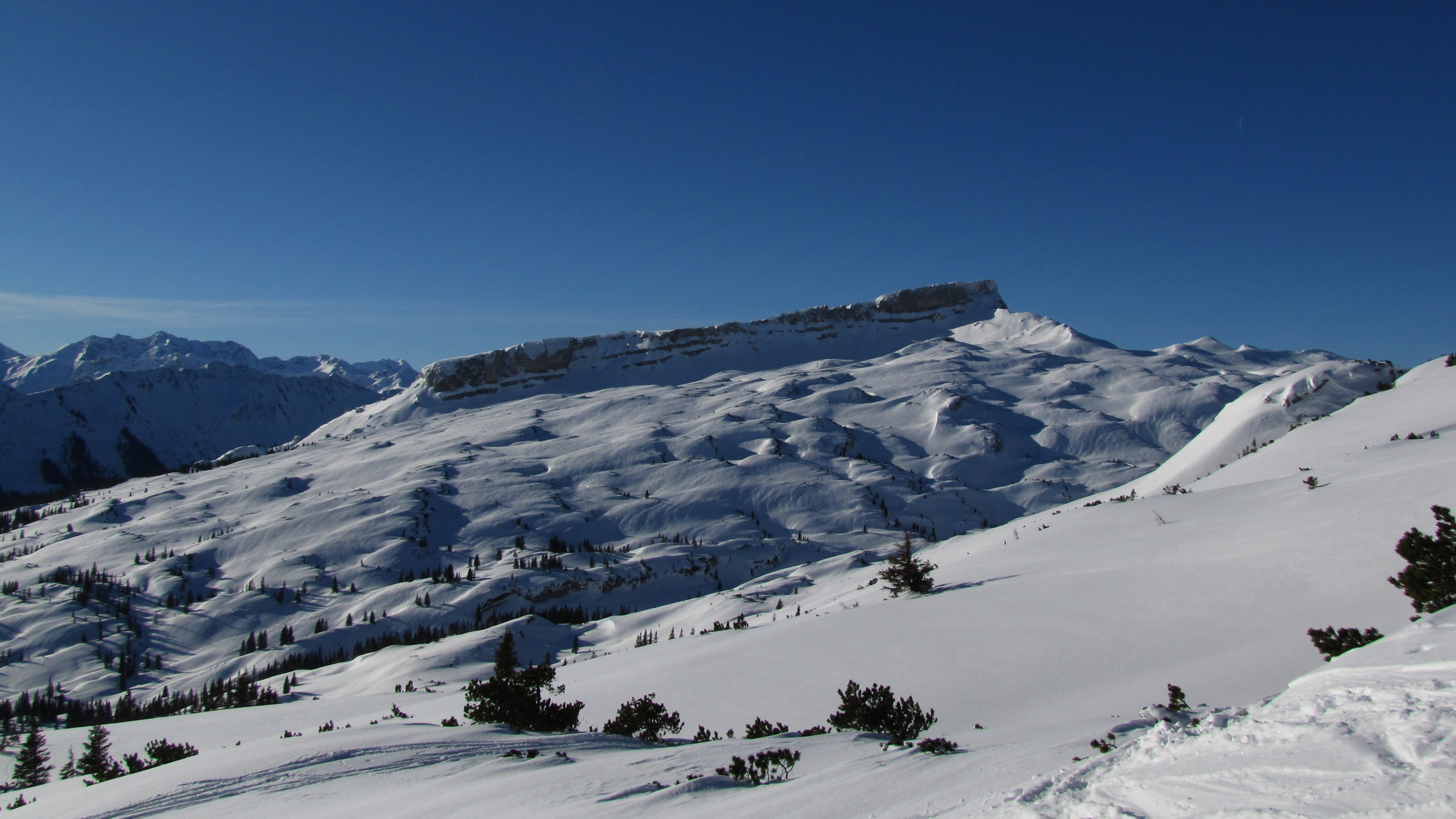
Gottesackerplateau mit Nordostansicht Hoher Ifen
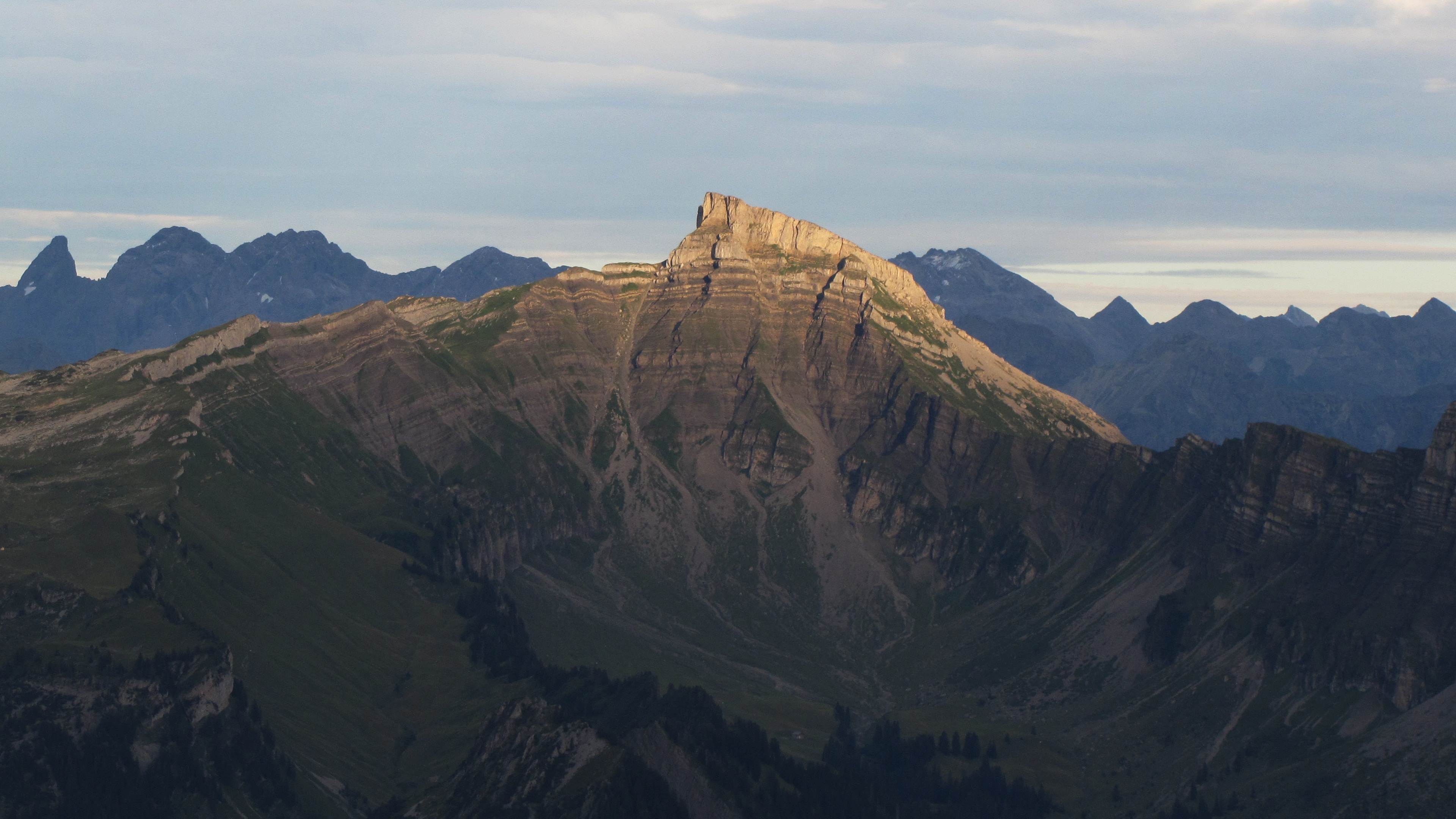
Westansicht
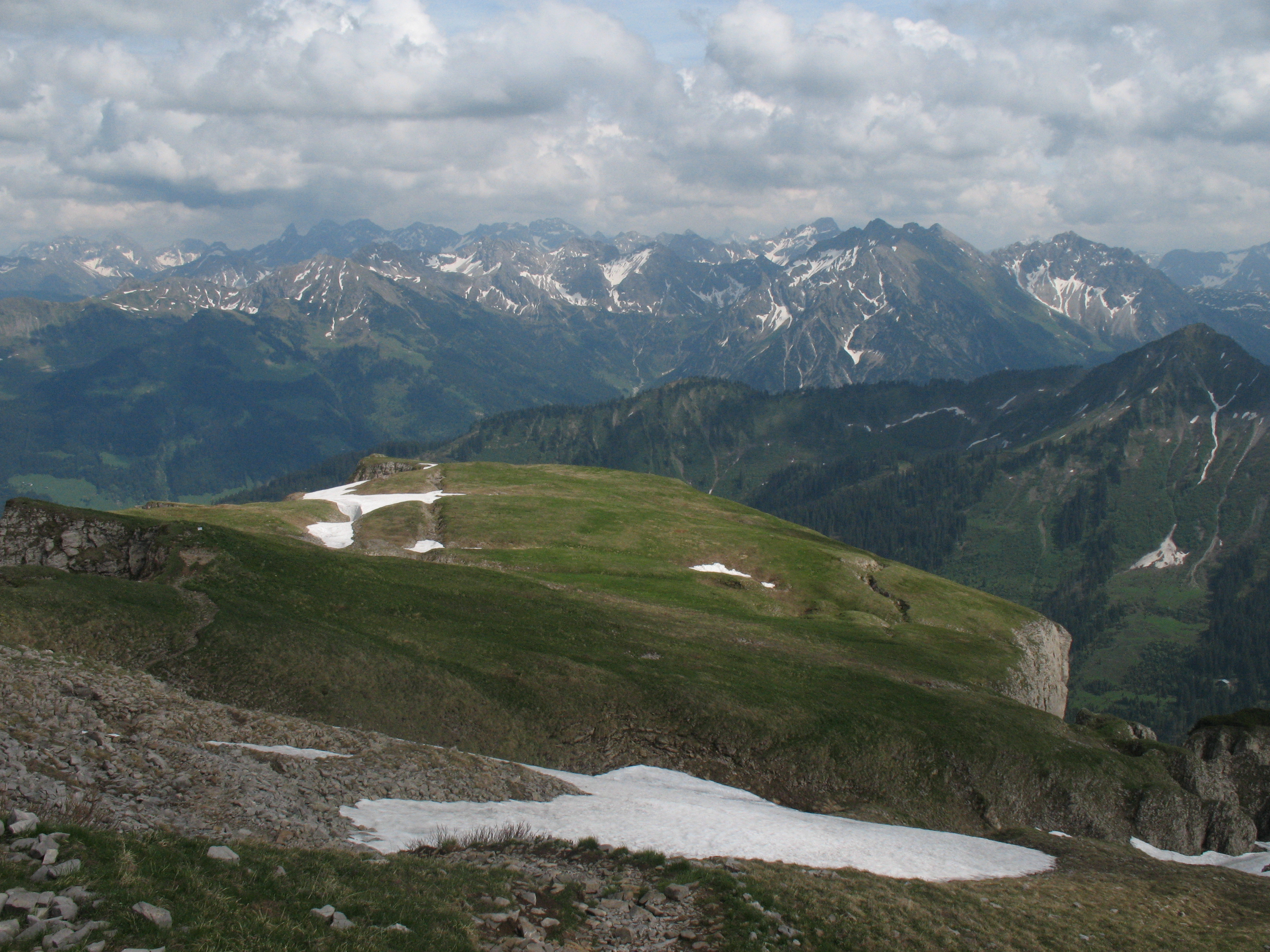
Ifenplateau
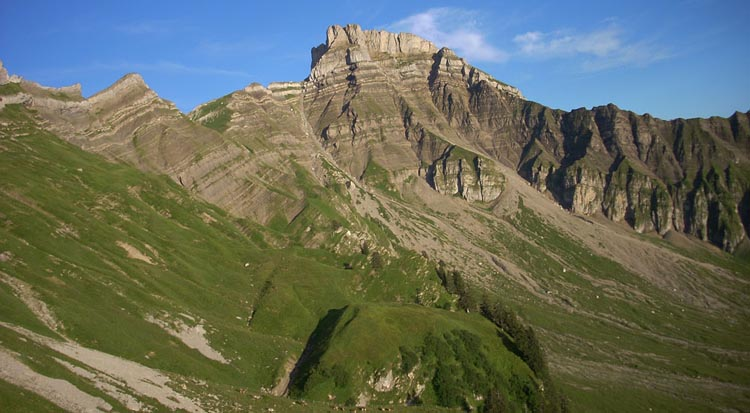
Ansicht aus dem Gebiet des Tiefen Ifen
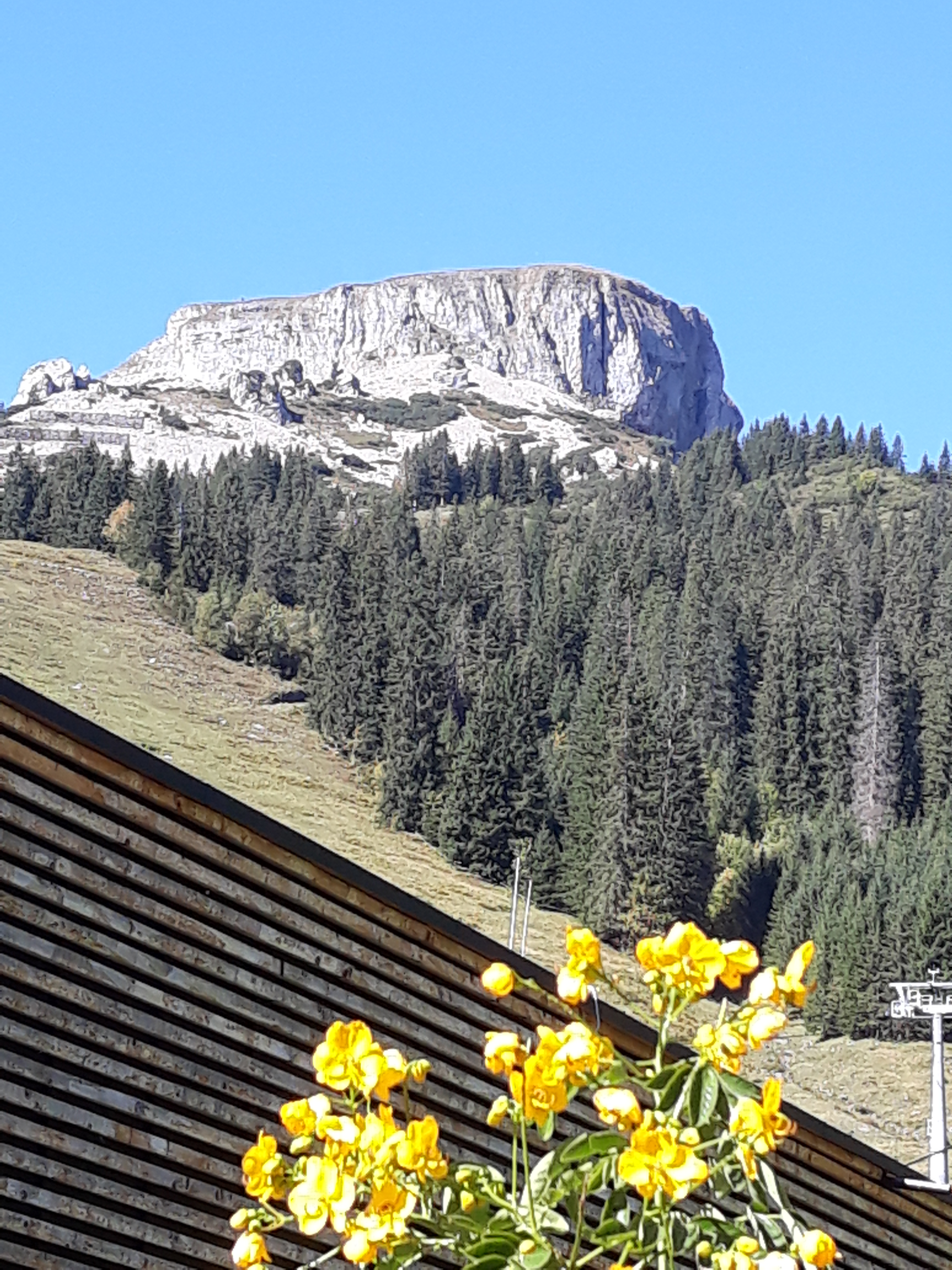
Ifen – im Sommer
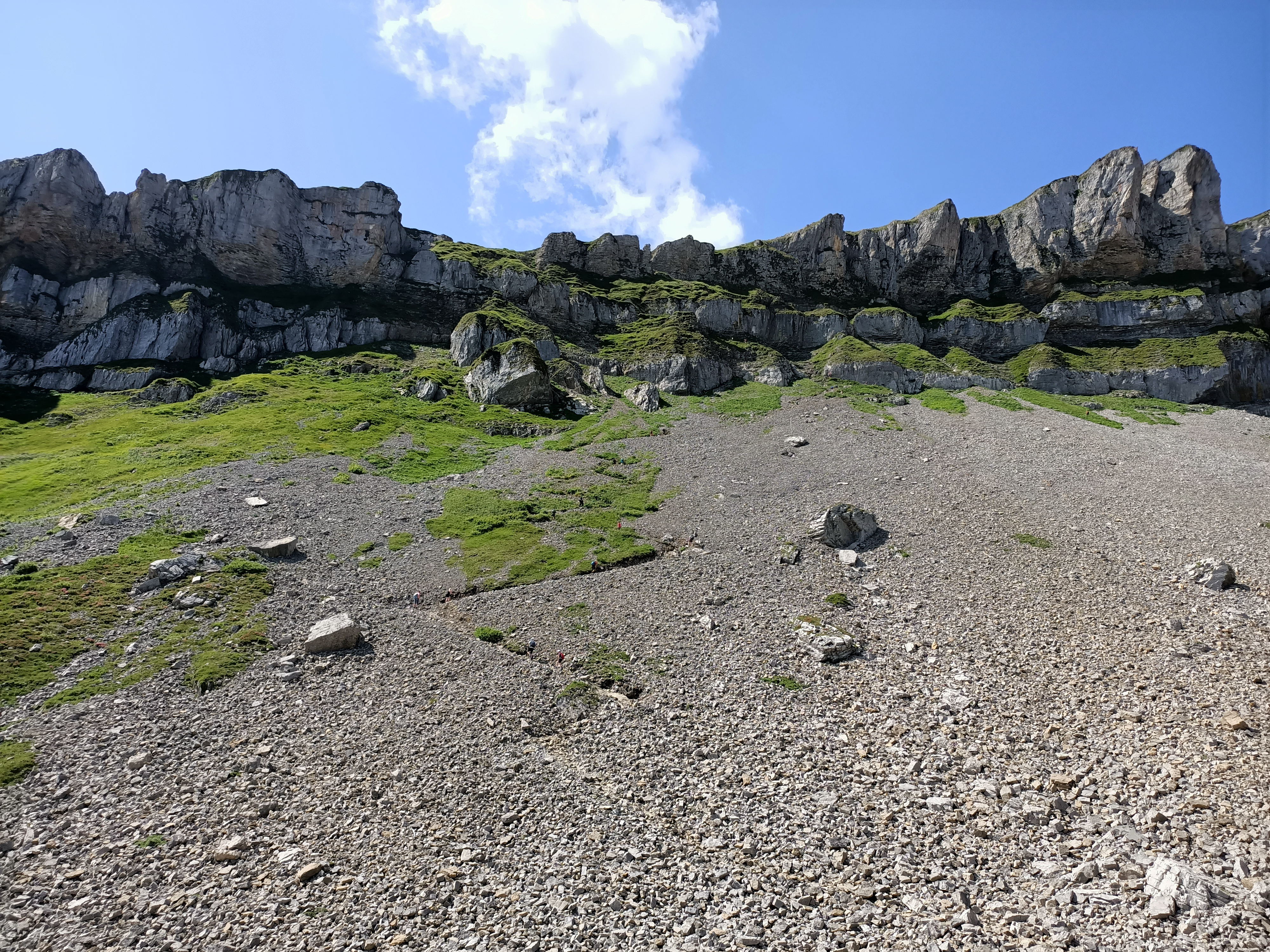
Ostaufstieg an der Ifenmauer mit Schlüsselstelle am Ende

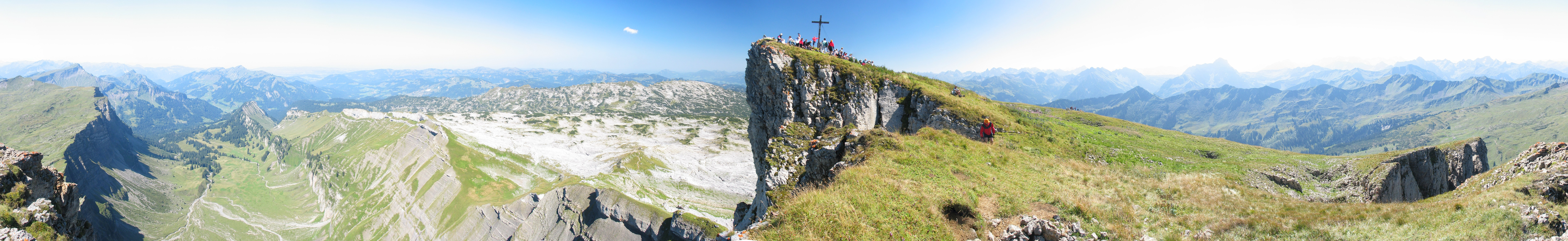
Rundumblick vom Hohen Ifen